# براين هوفمان
براين هوفمان هي متزلجة فنية كندية، ولدت في 14 يونيو 1997 في وايت هورس في كندا.

## وصلات خارجية
- براين هوفمان على موقع الاتحاد الدولي للتزلج (الإنجليزية)